# التقاء العيون

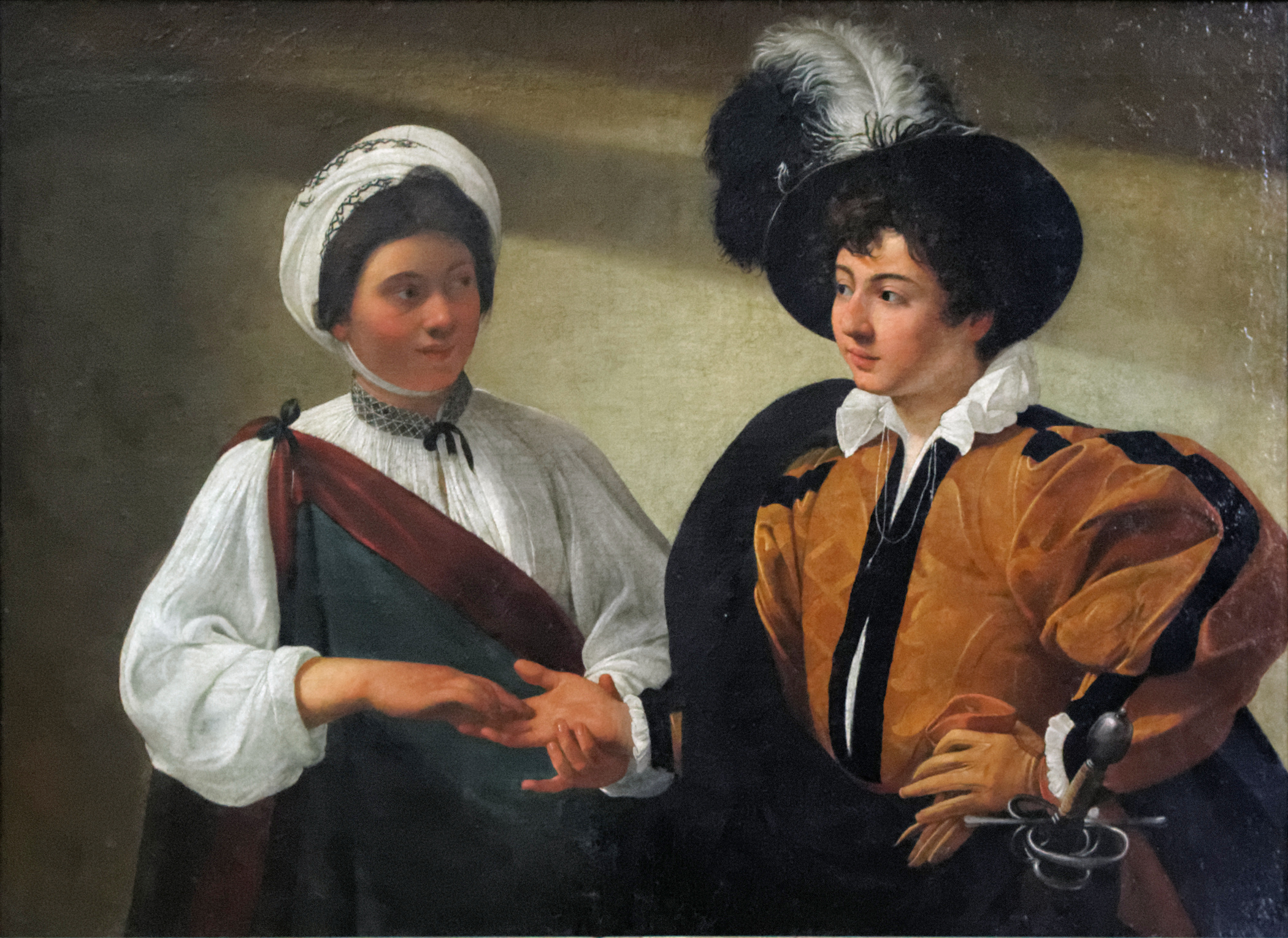
Two figures locking eyes in كارافاجيو's The Fortune Teller.

التقاء العيون أو التواصل البصري هو حدث عندما ينظر اثنان لعيون بعضهم البعض في نفس الوقت. هو شكل من الاتصالات اللاشفهية ويعتقد أن له تأثير كبير على السلوك الاجتماعي. يتفاوت تردد وتفسير التقاء العيون بين الثقافات والأنواع المختلفة. دراسة التقاء العيون يسمى أحيانا باتصال العيون.

## اتصال العيون في الشعر العربي ومثال عليه
'* في الشعر:'
- عيناك قد دلّتا عينيّ منك على... أشياء لولاهما ما كنت أدريها
- والنفس تعرف من عيني محدثها...إن كان من حزبها أو أعاديها

## المعاني الاجتماعية لإتصال العيون
الاتصال بالعين والتعابير الوجهية تحمل معلومات اجتماعية وعاطفية هامة;الناس، ربما يفعلون ذلك لا شعورياً، ترسم العيون والوجوه لبعضها البعض إشارات سلبية أو إيجابية على حسب المزاج: في بعض السياقات، تقابل الأعين يثير عواطف قوية.
في أنحاء أخرى من العالم، خصوصا في شرق آسيا، التقاء الأعين من الممكن أن يثير سوء تفاهم بين الجنسيات المختلفة. إذ ان المحافظة على اتصال مباشر بالأعين مع مشرف العمل أو كبار السن قد يعطيهم فكرة أنك عدواني ووقح، بينما تكون النتيجة عكس ذلك في دول أوروبا الغربية حيث يفترض أن ينظر الأشخاص مباشرةً إلى عيون بعضهم البعض عند الحديث.
التقاء الأعين مهم أيضا في عنصر الإطراء والمجاملة، مما يخدم من أجل الحصول على اهتمام الآخرين.

## تأُثير اتصال العيون

### اتصال العيون بينالأموابنها
نشرت دراسة عام 1985 في صحيفة الدراسة النفسية التجريبية للطفل، هذه الدراسة قالت أن الأطفال ذوو الثلاثة أشهر عديم الحس نسبياً بالنسبة لوجودهم محل نظر شخص آخر. في حين أن دراسة كندية عام 1996 قالت أن ابتسام الأطفال بين ثلاثة إلى ستة أشهر يقل عندما يشيح البالغون ببصرهم عنهم. دراسة بريطانية حديثة في صحيفة عِلْم الأعصاب الإدراكي وجدت ان اعتراف وجه الأطفال من الممكن أن يكون أسهل في حالة النظرة المباشرة لهم. بحث آخر حديث أكد أن النظرة المباشرة من البالغين تؤثر على النظرة المباشرة للأطفال.

### انتباه الاتصال
اتجاه نظر الشخص يشير إلى الاخرين حيثما يكون انتباهه موجود.

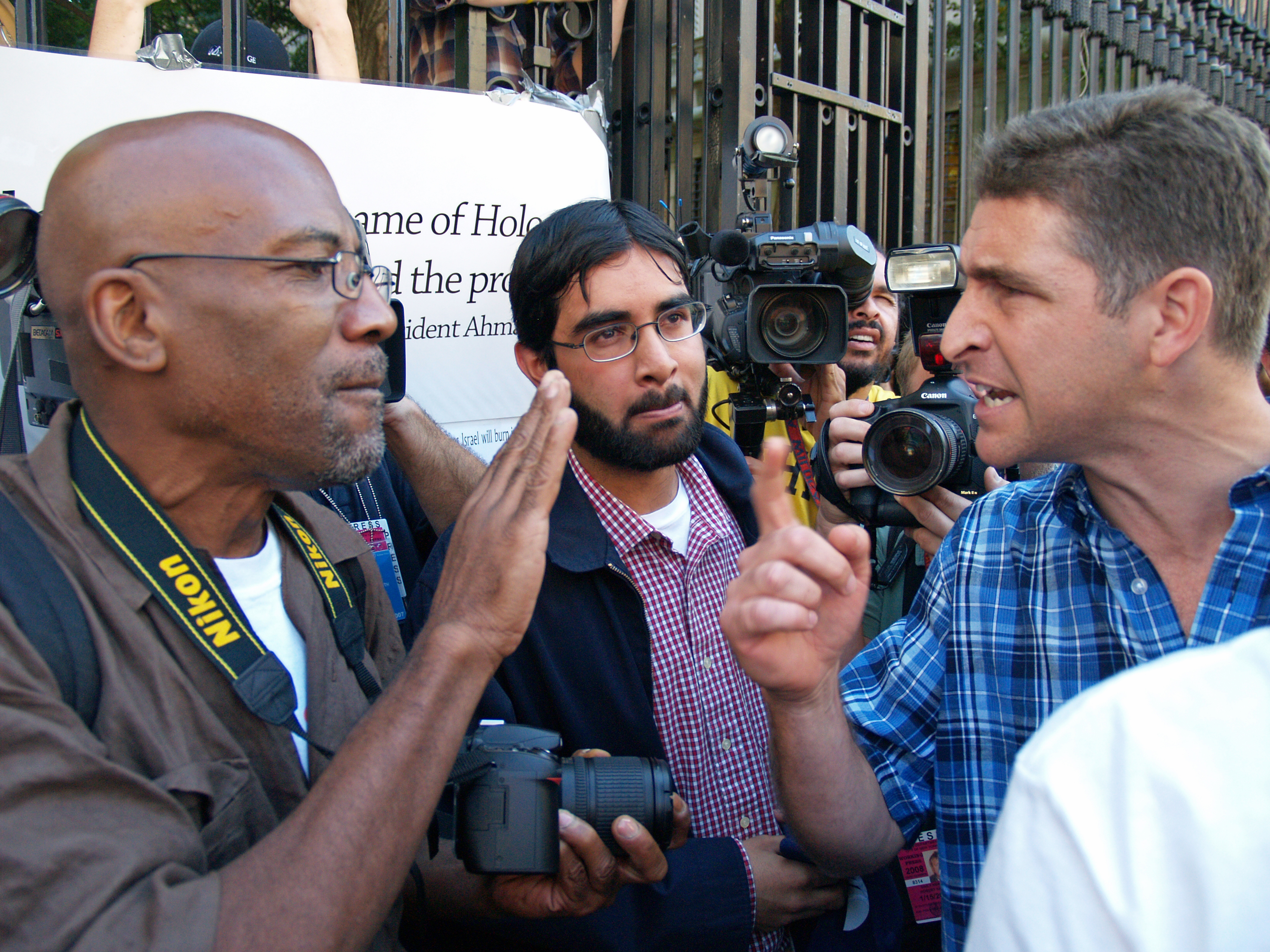
رجلان يحدقان في بعضهما البعض خلال مشادة سياسية بينهما

### تسهيل التعلم
الدراسات الحديثة أكدت ان اتصال العين له تأثير ايجابي على الاحتفاظ واستدعاء المعلومة وبهذا يؤدى إلى كفاءة أكثر في التعليم.

## الاختلافات الثقافية
في الإسلام، المسلمين غالباً ما يخفضوا نظرهم ويحاولوا ألا يركزوا على وجه الجنس الآخر أو أعينهم بعد الاتصال العيني الأول، ما عدا أزواجهم الشرعيين وأفراد عائلتهم، وذلك من أجل تجنب الرغبات الغير مطلوبة.
اللمحات الشهوانية إلى الجنس الآخر، صغير أو بالغ، أيضاً ممنوعة. وهذا يعني ان الاتصال العيني بأي رجل وأي امرأة مسموح فقط لمدة ثانية أو اثنين. هذا موجود في معظم المدارس الإسلامية، مع بعض الاستثناءات اعتماداً على الحالة، مثلاً في عملية التدريس، الاختبار، أو النظر إلى بنت من اجل الزواج. وحتى في هذه الحالات فإنه مسموح فقط تحت القاعدة العامة: "عدم الرغبة"، اتصال بالعيون بدون شهوة. وإلا فأنه ممنوع، ويعتبر زنا بالأعين.
في ثقافات متعددة من الاحترام ألا تنظر في عين الشخص الأكبر سناً، ولكن في الثقافة الغربية فإن هذا يترجم إلى أنه "ماكر ذو عيون"، ويتم الحكم بصورة سيئة على الشخص لأنه يرفض النظر إلى عيناي.

## كراهية العين والمعالجة العقلية
وجدت دراسة لجامعة علماء ستيرلنج النفسانيين أن الأطفال الذين يتفادو الاتصال بالاعين خلال الإجابة عن الأسئلة يملكوا تقديرات أعلى من الاجوبة الصحيحة وذلك أكثر من الأطفال الذين يستخدمون اتصال الاعين. ذكر باحث ان النظر إلى وجوه الناس يتطلب الكثير من المعالجة العقلية، التي تنقص من المهمة الادراكية. الباحثين لاحظوا أيضا ان الحملقة الواضحة تشير إلى نقص في الفهم.
قال الدكتور جوينث دويرتى سندون: "النظر إلى الوجوه يتطلب عقلية معينة. اننا نحصل على معلومات مهمة من الوجه عندما نسمع لشخص ما، ولكن وجوه الناس مثيرة جدا لذلك كل هذا يتطلب معالجة. لذا عندما نحاول التركيز ومعالجة شيء آخر فيأتى إلينا صوت عقلى انه غير الضرورى النظر إلى الوجوه."

## التنوع
عند البالغين، الاتصال بالاعين يظهر تدخل شخصى ويولد روابط قوية. تضيق النظرة الفجوة الطبيعية بين البشر.
صانع الافلام الوثائقية ايرول موريس اخترع جهاز يسمى المحاور المرهب الذي سمح للذين يعملون المقابلة ان يحتفظوا باتصال عيني مع موريس من خلال النظر مباشرة إلى الكاميرا. وهذا يسمح لمشاهدى الفلم إلى الاحتفاظ بالاتصال مع الناس داخل الفيلم ذات نفسه، مم يعطيهم معرفة عميقة واستفادة أكبر من الفيلم.

## بين الأنواع
التقاء الأعين بين الثدييات غير الإنسانية وبين الإنسان وباقى الثدييات هو أيضا موثوق جيداً. الأطفال الصغار من الممكن ان يقعوا ضحايا لكلب يهجم بسبب الإبقاء على الاتصال العيني، والذي يفهمه الكلب على أنه عدوان من الأطفال، وذلك طبقا لتقرير في الصحيفة الطبية النيوزلاندية.
في عدد من الأنواع، الاتصال العيني يعتبر تهديد. كل البرامج التي تحاول اتقاء عضات الكلب تنصح بالابتعاد عن اتصال الاعين المباشر مع كلب غير معروف.
خلال التسعينات، الدببة السوداء رجعت إلى حديقة حيوان جبل كاتوكين بمارى لاند بعد عشرين سنة من الغياب. يتم نصح الزوار بتجنب الاتصال بالاعين المباشر لو ان الدب يقف على رجله الخلفية. الشامبنزى يستخدم اتصال الاعين ليشير إلى العدوان في اللقاءات العدوانية، والتحديق فيهم في الحديقة من الممكن ان يدفعهم إلى الهياج.